# Meridensia
Meridensia es un género extinto de peces actinopterigios prehistóricos del orden Perleidiformes. Este género marino fue descrito científicamente por Andersson en 1916.

## Especies
Clasificación del género Meridensia:
- † Meridensia Andersson 1916
  - † Meridensia meridensis de Alessandri 1910